# Sid Stenner
Sid Stenner (eigentlich Sydney G. Stenner; * 12. März 1912; † 9. Februar 1981) war ein australischer Hürdenläufer, der sich auf die 110-Meter-Distanz spezialisiert hatte.
Bei den British Empire Games 1938 in Sydney gewann er mit seiner persönlichen Bestzeit von 14,4 s Bronze über 120 Yards Hürden.
1936 und 1937 wurde er über dieselbe Distanz Australischer Meister.